# 施拉足球會
施拉足球會是一家阿塞拜疆的職業足球會，位於巴庫。目前球隊於阿塞拜疆足球超級聯賽中角逐。

## 外部連結
- PFL （页面存档备份，存于）